# Spike Fearn
Spike Fearn (* 2000 oder 2001 in Coalville) ist ein britischer Schauspieler.

## Leben und Karriere
Fearn wuchs in Coalville auf. Er begann seine Karriere mit kleinen Rollen in Filmen Sweetheart, The Batman und Aftersun. Anschließend trat er in dem Fernsehfilm The Amazing Mr. Blunden auf. Seit 2022 spielt er  in der Fernsehserie Tell Me Everything die Hauptrolle.
Oktober 2022 wurde er für eine Fernsehserienadaption des Kazuo Ishiguro-Romans Never Let Me Go gecastet, jedoch wurde die Serie vor Produktionsbeginn im Februar 2023 eingestellt. 2024 bekam Fearn eine Rolle in 
Back to Black. Im selben Jahr ist er in dem Film Alien: Romulus zu sehen.

## Filmografie
Filme
- 2021: Sweetheart
- 2021: The Amazing Mr. Blunden
- 2022: The Batman
- 2022: Aftersun
- 2023: Back to Black
- 2024: Alien: Romulus

Serien
- 2022: Newark, Newark
- seit 2022: Tell Me Everything